# Liste der Dörfer in Berlin

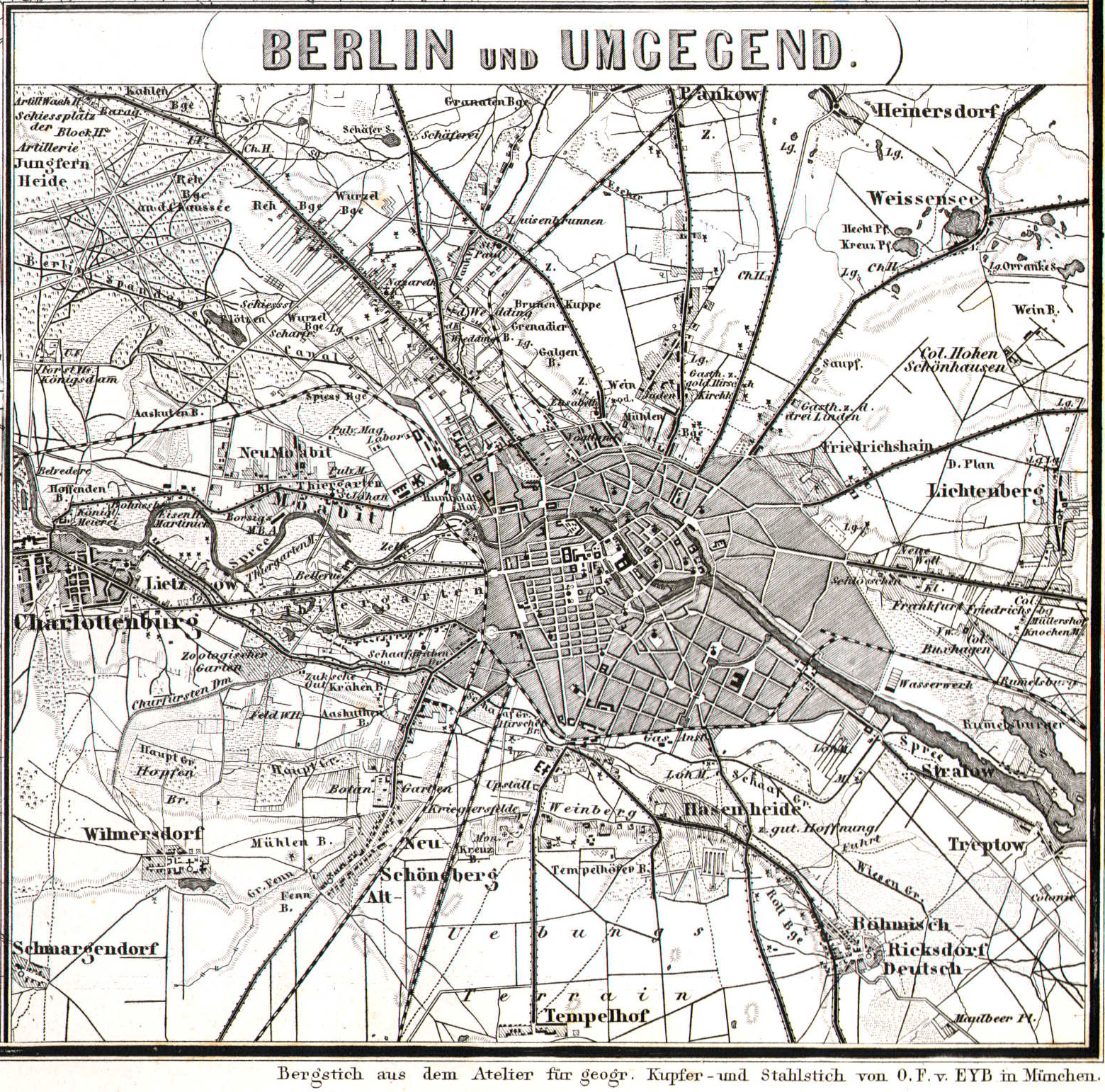
Berlin und Umgegend (1860)

Die Liste der Dörfer in Berlin enthält die ehemaligen Dörfer im Stadtgebiet von Berlin.
Siehe dazu auch die  Liste von Dorfkirchen in Berlin.

## Liste
1. Alt-Hohenschönhausen
2. Altglienicke
3. Biesdorf
4. Blankenburg
5. Blankenfelde
6. Böhmisch-Rixdorf
7. Bohnsdorf
8. Britz
9. Buch
10. Buckow
11. Dahlem
12. Damm (Spandau)
13. Falkenberg
14. Französisch Buchholz
15. Friedrichsfelde
16. Friedrichshagen
17. Gatow
18. Giesensdorf
19. Heiligensee
20. Heinersdorf
21. Hellersdorf
22. Hermsdorf
23. Karow
24. Kaulsdorf
25. Kladow
26. Lankwitz
27. Lichtenberg
28. Lichtenrade
29. Lichterfelde
30. Lietzow
31. Lübars
32. Mahlsdorf
33. Malchow
34. Mariendorf
35. Marienfelde
36. Marzahn
37. Müggelheim
38. Museumsdorf Düppel
39. Niederschönhausen
40. Pankow
41. Pichelsdorf
42. Rahnsdorf
43. Reinickendorf
44. Rosenthal
45. Rudow
46. Schmargendorf
47. Schmöckwitz
48. Schöneberg
49. Schönow
50. Staaken
51. Steglitz
52. Stolpe
53. Stralau
54. Tegel
55. Tempelhof
56. Wartenberg
57. Weißensee
58. Wilmersdorf
59. Wittenau
60. Zehlendorf

- Karte mit allen verlinkten Seiten:
- OSM |
- WikiMap